# Ranunculus ternatus
Ranunculus ternatus Thunb. – gatunek rośliny z rodziny jaskrowatych (Ranunculaceae Juss.). Występuje naturalnie w Japonii, na Tajwanie oraz w Chinach (w prowincjach Anhui, Fujian, Hubei, Hunan, Jiangxi, Zhejiang, w północnym Guangxi oraz w południowych częściach Henan i Jiangsu). 

## Morfologia

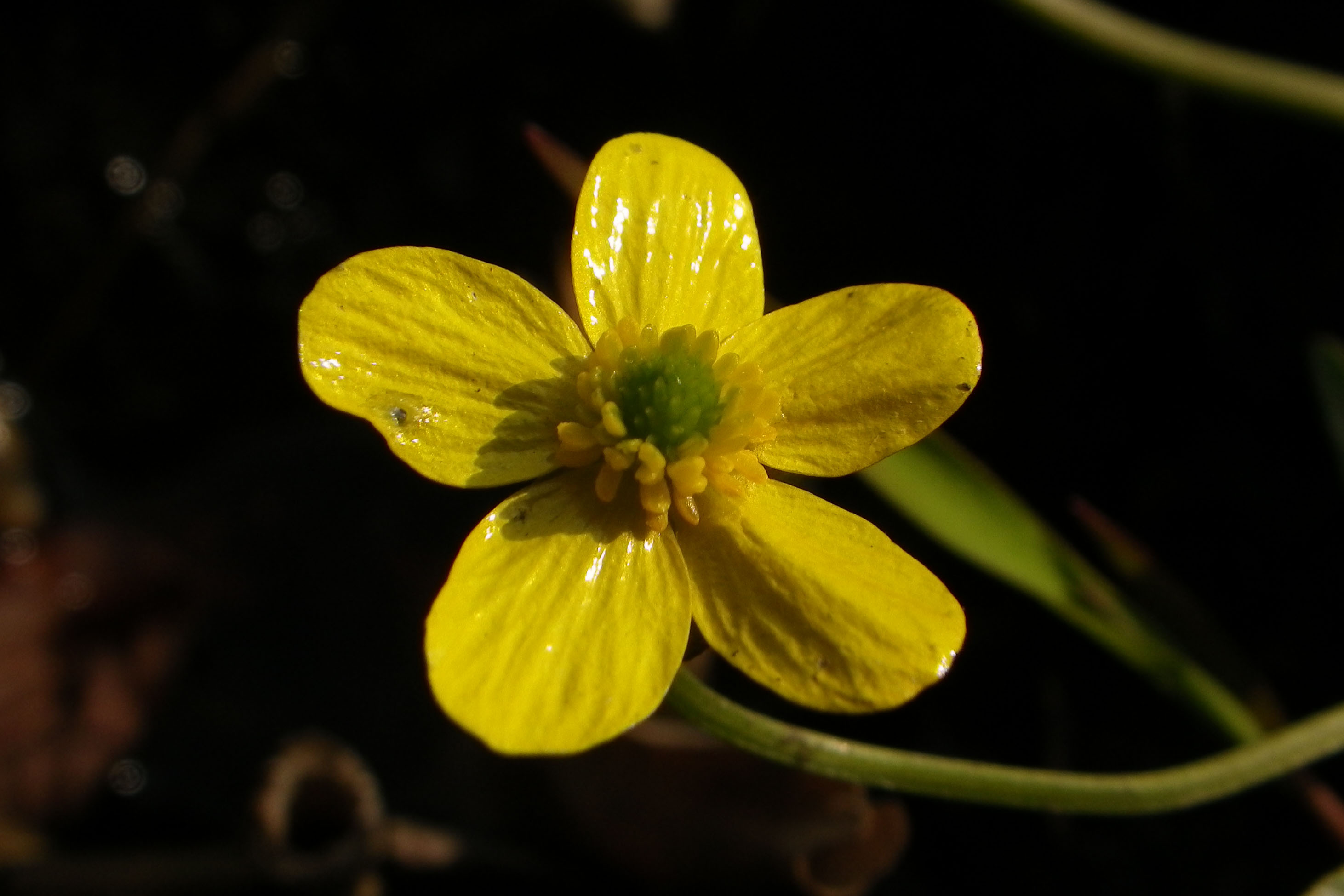
Kwiat

PokrójBylina o lekko owłosionych pędach. Dorasta do 5–20 cm wysokości. Korzenie są bulwiaste.
LiścieW zarysie mają kształt od owalnego do pięciokątnego, złożone z romboidalnych i podwójnie lub potrójnie klapowanych segmentów. Mierzą 0,5–1,5 cm długości oraz 1–2,5 cm szerokości. Nasada liścia ma prawie sercowaty kształt. Ogonek liściowy jest nagi i ma 2–6 cm długości.
KwiatySą pojedyncze. Pojawiają się na szczytach pędów. Mają żółtą barwę. Dorastają do 10–16 mm średnicy. Mają 5 owalnych działek kielicha, które dorastają do 3–4 mm długości. Mają 5 odwrotnie owalnych płatków o długości 5–7 mm.
OwoceNagie niełupki o jajowatym kształcie i długości 1 mm. Tworzą owoc zbiorowy – wieloniełupkę o jajowatym kształcie i dorastającą do 2–3 mm długości.

## Biologia i ekologia
Kwitnie od marca do maja. 

## Zmienność
W obrębie tego gatunku wyróżniono jedną odmianę:
- Ranunculus ternatus var. dissectissimus (Migo) Hand.-Mazz.